# Gilles Bouleau

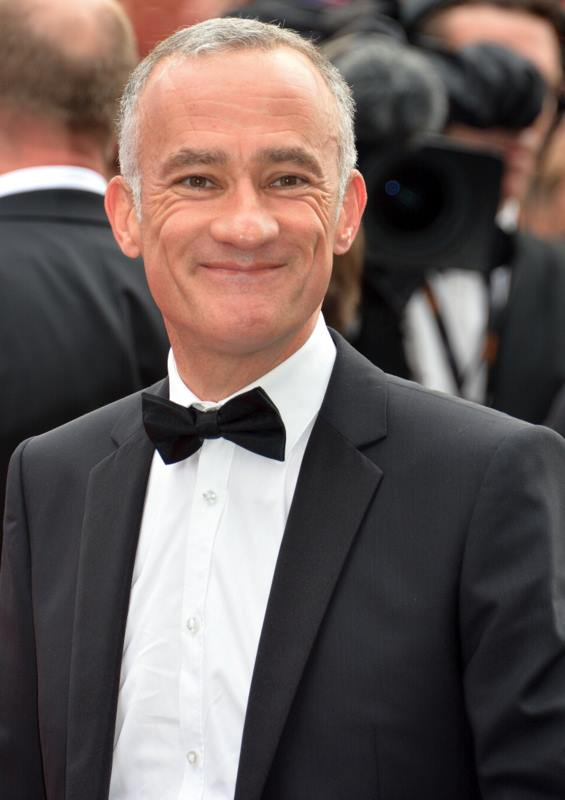
Gilles Bouleau (2016)

Gilles Bouleau (* 25. Mai 1962 in Paris) ist ein französischer Fernsehjournalist. Seit Juni 2012 moderiert er werktags das Journal de 20 heures, die Hauptnachrichtensendung auf TF1.
Gilles Bouleau ist Absolvent der privaten Journalistenschule Centre de formation des journalistes de Paris und der angesehenen sozialwissenschaftlichen Hochschule Institut d’études politiques de Paris. 1986 gewann er einen Preis für junge Journalisten und trat in die Redaktion von TF1 ein. Zwischen 1996 und 1999 präsentierte er das Morgenmagazin auf dem Nachrichtensender LCI, eine Tochtergesellschaft von TF1. Im Juni 2001 wurde er als Korrespondent von TF1 nach London entsandt, vier Jahre später, im August 2005, wurde er Korrespondent in Washington für fünf Jahre.
Im Juli 2011 kehrte er nach Paris zurück und präsentiert seit dem Rücktritt von Laurence Ferrari ab Mai 2012 die Nachrichten um 20 Uhr, zunächst als Interimskandidat und ab 4. Juni 2012 als Chefmoderator.
Bouleau ist verheiratet und Vater von zwei Töchtern. Er ist leidenschaftlicher Marathonläufer und nimmt regelmäßig teil am Paris-Marathon, Marathon du Mont Blanc und am Berlin-Marathon. Im Jahr 2019 wurde sein monatliches Einkommen als Hauptnachrichtensprecher geschätzt auf 30.000 bis 45.000 EUR.